# Nephrolepis falciformis
Nephrolepis falciformis là một loài dương xỉ trong họ Nephrolepidaceae. Loài này được Johannes Jacobus Smith mô tả khoa học đầu tiên năm 1866.